# 上田隼輔
上田 隼輔（うえだ しゅんすけ、1999年9月18日 - ）は、日本の男子プロバスケットボール選手である。ポジションはスモールフォワード。

## 来歴
熊本県出身。
尽誠学園高校から京産大に進学し、2021年度関西学生リーグ1部の最優秀選手賞を受賞。
2022年、富山グラウジーズと特別指定選手契約。
卒業後、富山グラウジーズとプロ契約。
2025年オフ、富山グラウジーズを退団。